# Cafeara
Cafeara là một đô thị thuộc bang Paraná, Brasil. Đô thị này có diện tích 185,798 km², dân số năm 2007 là 2821 người, mật độ 13,7 người/km².